# Biografielijst St

## St.
- Bonnie St. Claire (1949), Nederlands zangeres (Bonje Cornelia Swart)
- Julie St. Claire (1970), Amerikaans actrice, filmproducente en filmregisseuse
- Michael St. Gerard (1961), Amerikaans acteur en pastoor
- Laurence St-Germain (1994), Canadees alpineskiester
- Dwight St. Hillaire (1997), atleet uit Trinidad en Tobago
- Rebecca St. James (1977), Amerikaans christelijk (musical)actrice, schrijfster en zangeres
- Keith St. John (1937), Brits autocoureur
- Mark St. John (1956-2007), Amerikaans gitarist
- Trevor St. John (1971), Amerikaans acteur
- Mathew St. Patrick (1968), Amerikaans acteur

## Sta

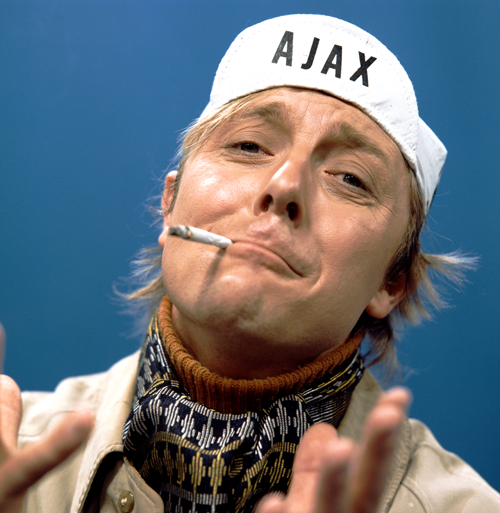
Aart Staartjes (1971)

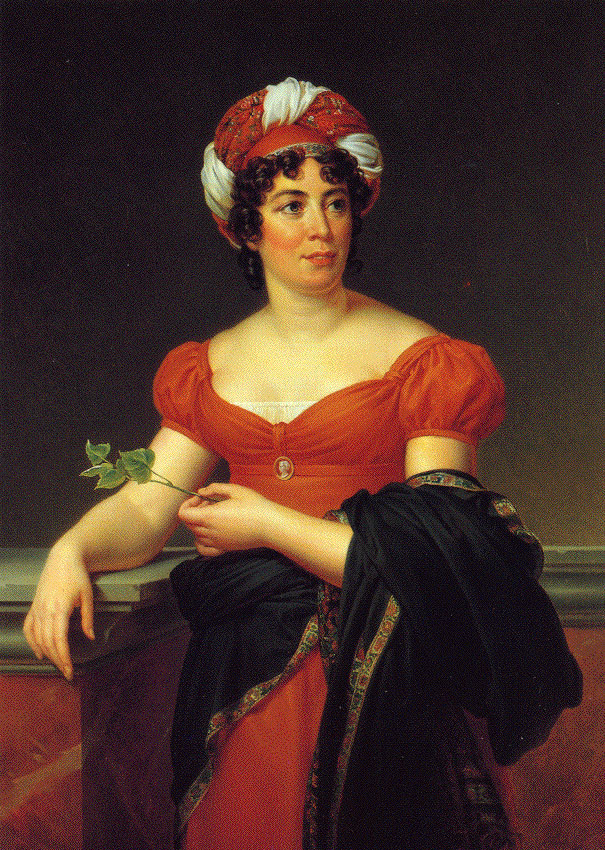
Madame de Staël

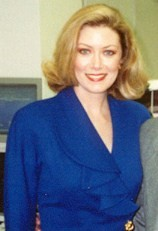
Nancy Stafford

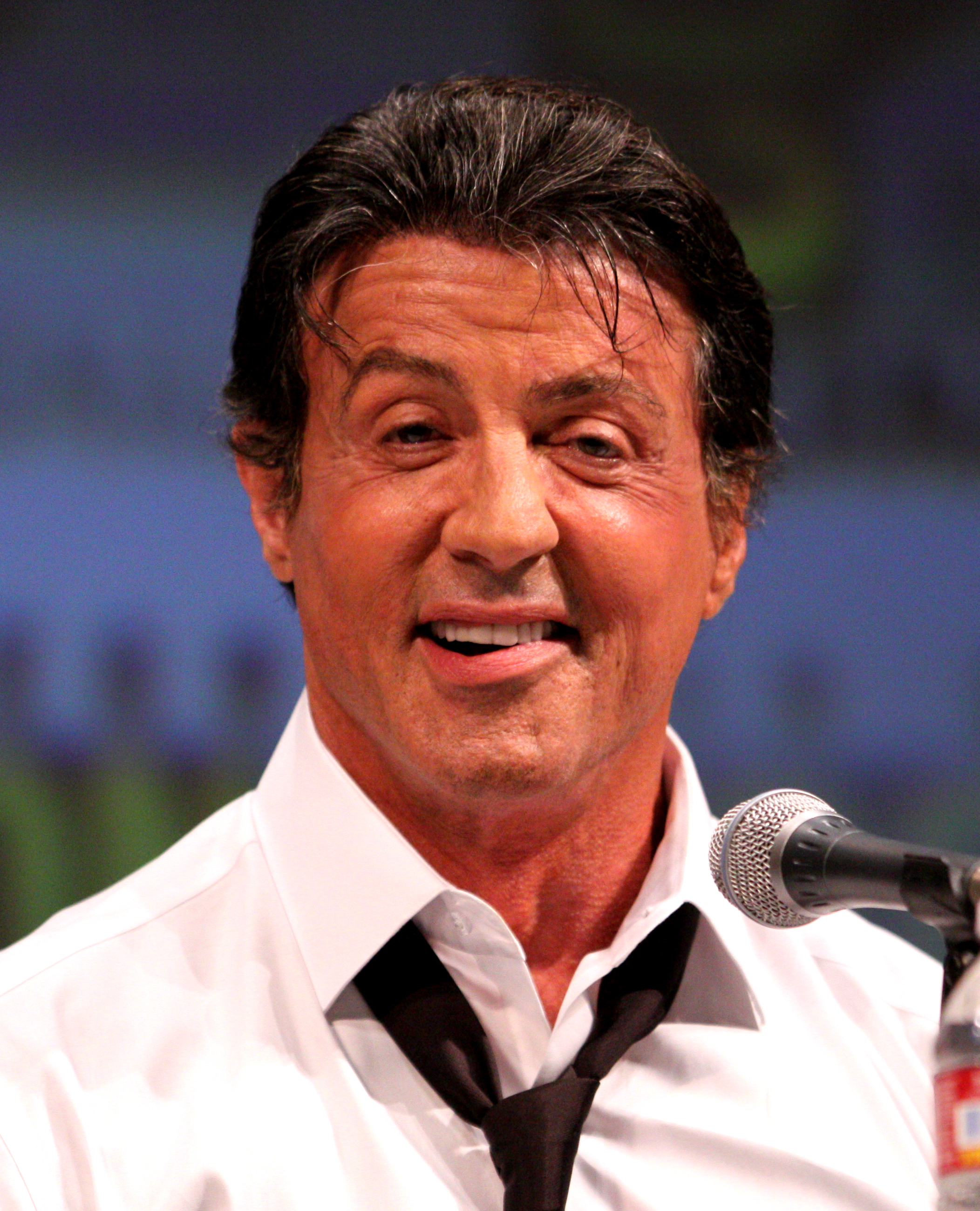
Sylvester Stallone

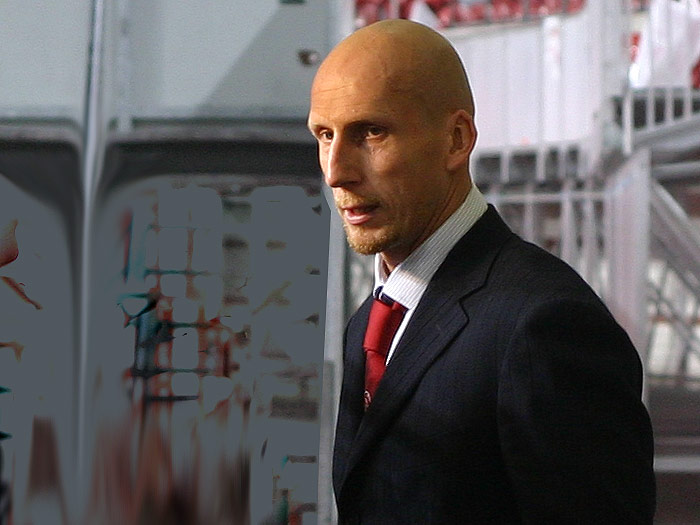
Jaap Stam

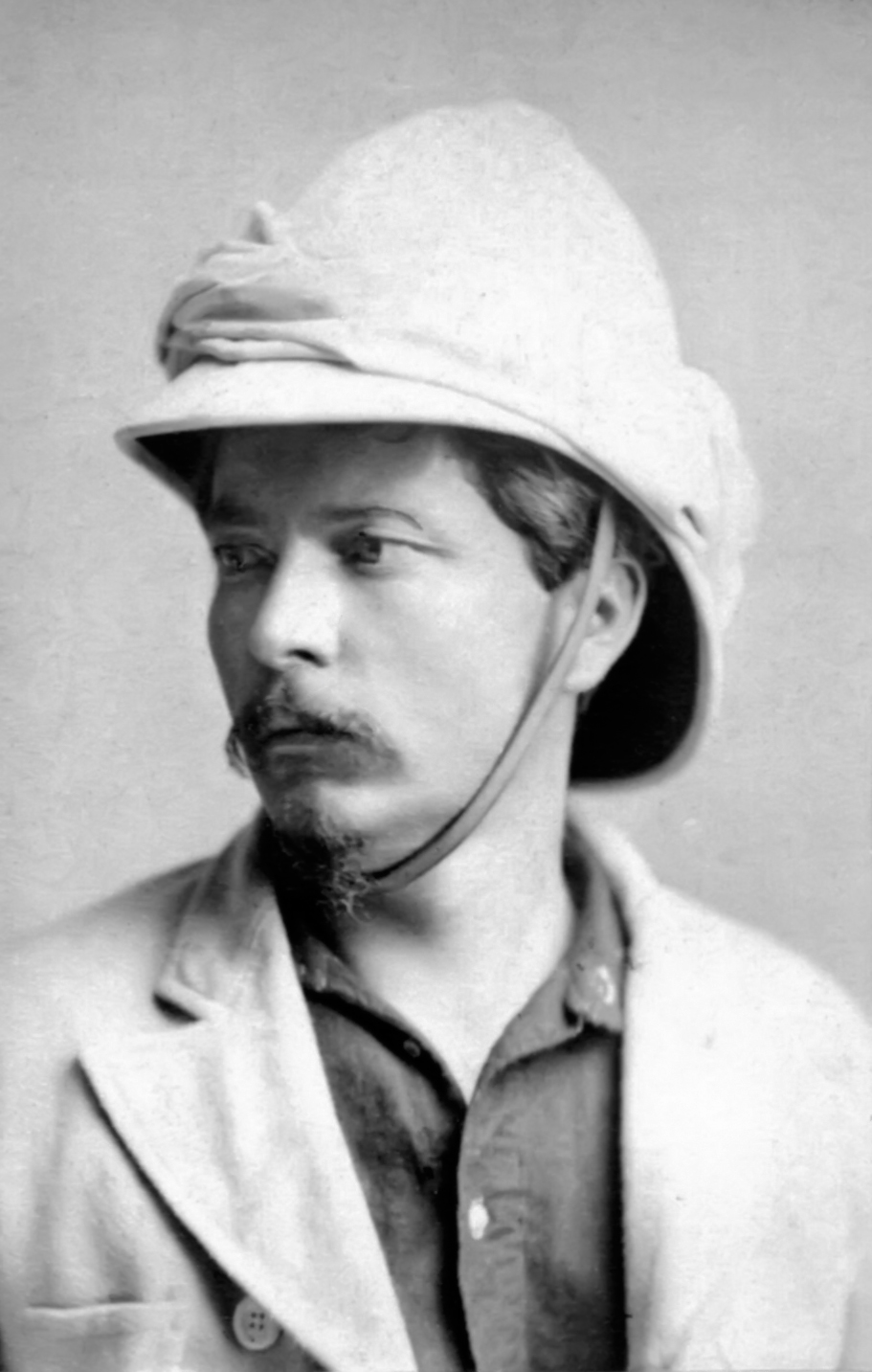
Henry Morton Stanley

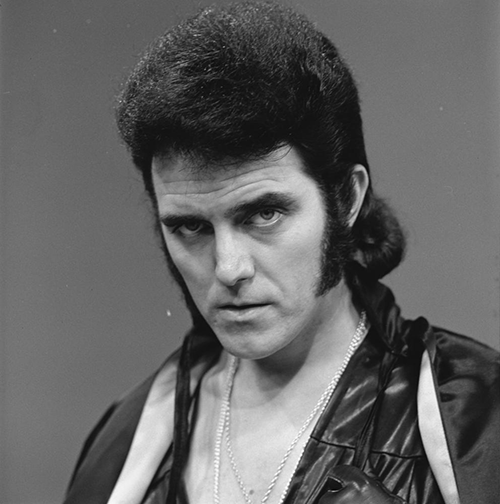
Alvin Stardust (1974)

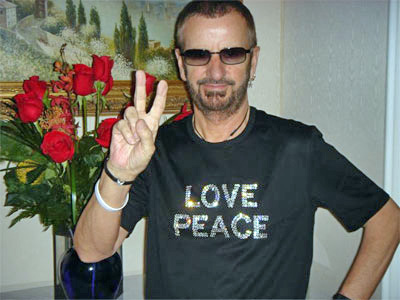
Ringo Starr (2007)

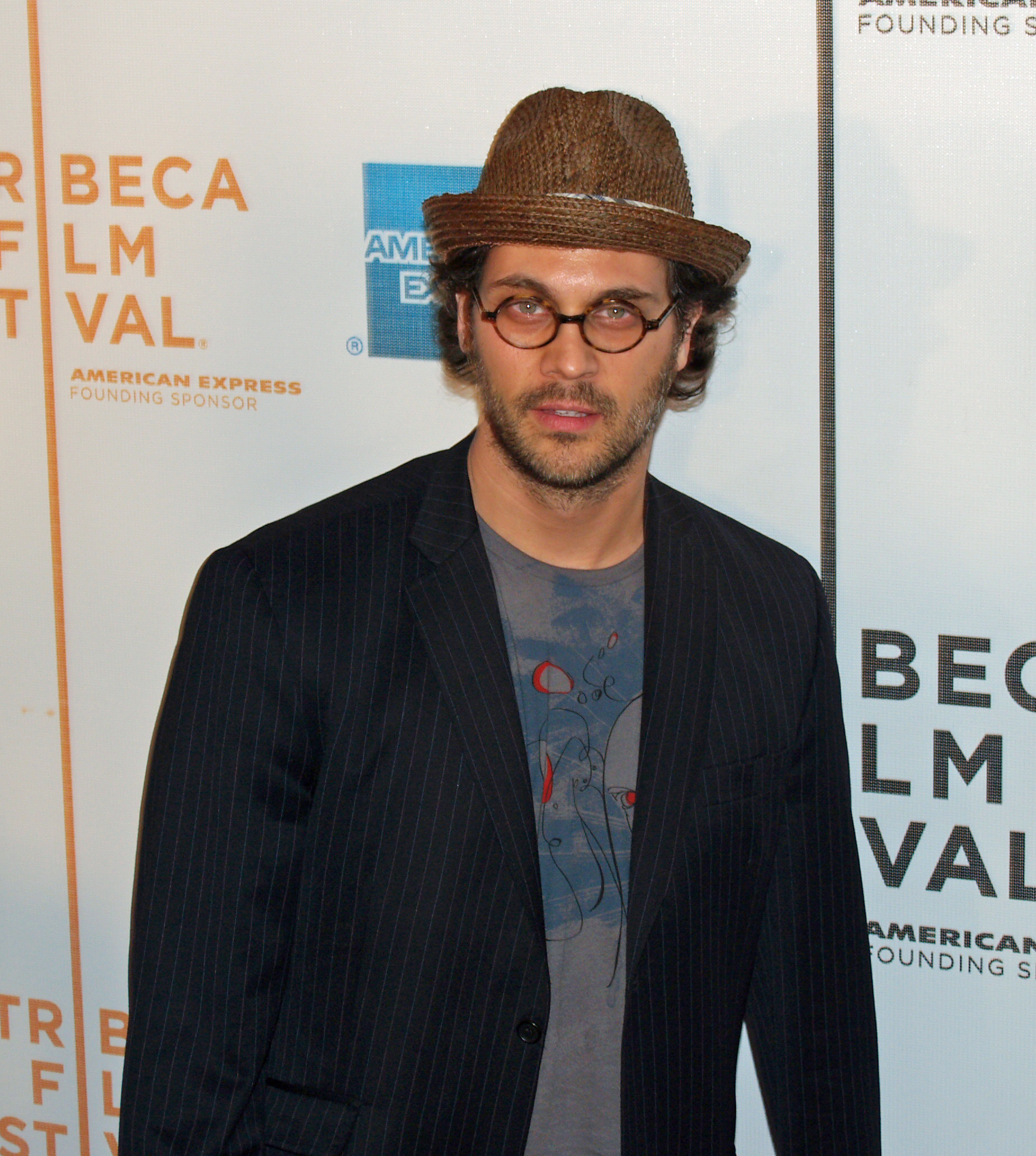
Todd Stashwick (2007)

- Rebecca Staab (1961), Amerikaans actrice en model
- Jan Staaf (1962), Zweeds atleet
- Kees van der Staaij (1968), Nederlands politicus
- Anne van de Staak (1984), Nederlands paralympisch sportster
- Abraham Staal (1752-1804), Nederlands doopsgezind leraar en patriot
- Arthur Staal (1907-1993), Nederlands architect
- Boele Staal (1947), Nederlands politiefunctionaris, politicus en bestuurder
- Ede Staal (1941-1986), Nederlands streektaalzanger, liedjesschrijver, dichter en leraar
- Eric Staal (1984), Canadees ijshockeyer
- Eva Maria Staal (1960), Nederlands schrijfster
- Frits Staal (1930-2012), Nederlands wetenschapsfilosoof en taalkundige
- Henri Staal (1845-1920), Nederlands generaal en politicus
- Henri Staal (1895-1980), Nederlands politiefunctionaris
- Jaap Staal (1932-2024), Nederlands schaker en leraar
- Jan Frederik Staal (1879-1940), Nederlands architect
- Aart Staartjes (1938-2020), Nederlands acteur, regisseur, presentator, documentairemaker en schrijver
- Katja Staartjes (1963), Nederlands bergbeklimster en atlete
- Jos Staatsen (1943-2006), Nederlands politicus, ambtenaar en topman
- Mauro Staccioli (1937-2018), Italiaans beeldhouwer
- Xenia Stad-de Jong (1922-2012), Nederlands atlete
- Vreneli Stadelmaier (1962), Nederlands schrijfster en feministe
- Ton Stadhouders (1929-2010), Nederlands burgemeester
- Lewis J. Stadlen (1947), Amerikaans acteur
- Ernst Stadler (1883-1914), Duits dichter, vertaler en literatuurcriticus
- Teresa Stadlober (1993), Oostenrijks langlaufster
- Leonid Stadnyk (1971-2014), Oekraïens veehoeder en ooit langste man ter wereld
- Ari'el Stachel (1991), Amerikaans acteur
- Peter Stæchelin (1922-1977), Zwitsers autocoureur
- Madame de Staël (1766-1817), Frans schrijfster
- Auguste Staes (1858-1941), Belgisch politicus
- Bart Staes (1958), Belgisch politicus
- Gustaaf Staes (?), Belgisch politicus
- Paul Staes (1945), Belgisch politicus
- Robert Staes (?-1612), Zuid-Nederlands edelsmid en kunsthandelaar
- Pieter Staessens (1865-1940), Belgisch syndicalist en politicus
- Kees Staf (1905-1973), Nederlands minister
- Jo Stafford (1917-2008), Amerikaans pop- en jazz-zangeres
- Nancy Stafford (1954), Amerikaans actrice, filmproducente en scenarioschrijfster
- Thomas Stafford (1930-2024), Amerikaans astronaut en luchtmachtgeneraal
- Ramon Stagnaro (1954-2022), Peruaans gitarist
- Bruno Stagno (1943), Costa Ricaans architect en hoogleraar
- Bruno Stagno Ugarte, Costa Ricaans diplomaat en politicus
- Kjell-Erik Ståhl (1946), Zweeds atleet
- Linda Stahl (1985), Duits atlete
- Sebastian Stahl (1978), Duits autocoureur
- Michael Stahl-David (1982), Amerikaans acteur, filmregisseur, filmproducent en scenarioschrijver
- Olof Stahre (1909-1988), Zweeds ruiter
- Simona Staicu (1971), Roemeens-Hongaars atlete
- Jozef Stalin (1879-1953), Georgisch-Russisch Sovjetleider (Iosif Dzjoegasjwili)
- Jannie Stalknecht (1928-2017), Nederlands jazzzangeres
- Dirk Stallaert (1955), Belgisch striptekenaar
- Ilona Staller (1951), Hongaars-Italiaans pornoactrice
- Richard M. Stallman (1953), Amerikaans informaticus (RMS)
- Sylvester Stallone (1946), Amerikaans acteur
- Ria Stalman (1951), Nederlands atlete en sportverslaggever
- Daniël Stalpaert (1615-1676), Nederlands architect
- Georges Stalpaert (1924-2013), Belgisch hartchirurg, hoogleraar en bestuurder
- Hervé Stalpaert (1914-1981), Belgisch onderwijzer, heemkundige, historicus en schrijver
- Medard Stalpaert (1903-1979), Belgisch politicus
- Johannes Stalpaert van der Wiele (1579-1630)), Nederlands dichter
- Sandra Stals (1975), Belgisch atlete
- Cees Stam (1945), Nederlands wielrenner
- Jaap Stam (1972), Nederlands voetballer
- Mart Stam (1899-1986), Nederlands meubelontwerper en architect
- Piet Stam (1919-1996), Nederlands zwemmer
- Ron Stam (1984), Nederlands voetballer
- Stefan Stam (1979), Nederlands voetballer
- Josh Stamberg (1970), Amerikaans acteur
- Petar Stambolić (1912-2007), Joegoslavisch politicus
- Vanja Stambolova (1983), Bulgaars atlete
- Henri Stambouli (1961-2023), Frans voetballer en voetbaltrainer
- Lauren Stamile (1976), Amerikaans actrice
- Terence Stamp (1938-2025), Brits acteur
- Sebastian Stan (1982), Roemeens-Amerikaans acteur
- Richie Stanaway (1991), Nieuw-Zeelands autocoureur
- Simion Stanciu (1949-2010), Roemeens panfluitist
- Przemysław Stańczyk (1985), Pools zwemmer
- Pavel Staněk (1927-2025), Tsjechisch componist en dirigent
- Roman Staněk (2004), Tsjechisch autocoureur
- Andy Stanfield (1927-1985), Amerikaans atleet
- Charles Villiers Stanford (1852-1924), Iers componist
- Emil Stang (1834-1912), Noors politicus
- Bernd Stange (1948), Duits voetballer en voetbalcoach
- Mario Stanić (1972), Bosnisch-Kroatisch voetballer
- Marius Stankevičius (1981), Litouws voetballer
- Antoni Stankiewicz (1935), Pools geestelijke
- Tomasz Stańko (1942-2018), Pools jazztrompettist en -componist
- Ernst Stankovski (1928-2022) Oostenrijks acteur
- Henry Morton Stanley (1841-1904), Brits ontdekkingsreiziger
- William Stanley jr. (1858-1916), Amerikaans elektrotechnicus
- David Stannard (1941), Amerikaans schrijver
- Ian Stannard (1987), Brits wielrenner
- Heather Stanning (1985), Brits roeister
- Massimo Stano (1992), Italiaans atleet
- Lisa Stansfield (1966), Brits zangeres
- Lita Stantic (1942), Argentijns filmmaker
- Robert Stanton (1963), Amerikaans acteur en toneelregisseur
- Barbara Stanwyck (1907-1990), Amerikaans actrice
- Gerrit Stapel (1921), Nederlands striptekenaar
- Huub Stapel (1954), Nederlands acteur
- Jean Stapleton (1923-2013), Amerikaans actrice
- Maureen Stapleton (1925-2006), Amerikaans actrice
- Mavis Staples (1939), Amerikaans zangeres
- Flip Stapper (1944-2021), Nederlands voetballer
- Eugeen Stappers (1892-1980), Belgisch bestuurder en bankier
- Gijs Stappershoef (1920-2010) Nederlands televisiepionier
- Alvin Stardust (pseudoniem van Bernard William Jewry) (1942-2014), Brits zanger
- F. (Frank) Starik (1958-2018), Nederlands dichter
- Anthony Christiaan Winand Staring (1767-1840), Nederlands dichter
- Bryan Staring (1987), Australisch motorcoureur
- Gertrude Starink (1947-2002), Nederlands dichteres
- Mike Starink (1970), Nederlands televisiepresentator
- Anthony Starke (1963), Amerikaans acteur
- Benjamin Starke (1986), Duits zwemmer
- Ilse Starkenburg (1963), Nederlands schrijfster
- János Starker (1924-2013), Hongaars cellist en muziekpedagoog
- Zak Starkey (1965), Brits drummer
- Timothy Starks (1969), Amerikaans acteur
- Belle Starr (1848-1889), Amerikaans bandiet
- Kenneth W. Starr (1946-2022), was een Amerikaans advocaat
- Lucille Starr (1938-2020), Canadees zangeres
- Ringo Starr (1940), Brits drummer
- Gaetano Starrabba (1932), Italiaans autocoureur
- Hendrik Leendert Starre (1914-2016), Nederlands kunstschilder
- David Starzyk (1961), Amerikaans acteur
- Cindy Stas (1979), Belgisch atlete
- Guy Stas (1943), Belgisch atleet
- Jean Stas (1813-1891), Belgisch scheikundige
- Todd Stashwick (1968), Amerikaans acteur
- Benjamin Stasiulis (1986), Frans zwemmer
- André Stassart (1937), Belgisch voetballer
- Ryan Stassel (1992), Amerikaans snowboarder
- Jean-Philippe Stassen (1966), Belgisch striptekenaar en scenarioschrijver
- Koen Stassijns (1953), Belgisch dichter, schrijver en vertaler
- Marc Stassijns (1939-2017), Belgisch sportjournalist en radiopresentator
- Veerle Stassijns (1952), Belgisch apotheker en politica
- Pawel Statema (1991), Nederlands paralympisch sporter
- Jason Statham (1967), Engels acteur
- Wim Statius Muller (1930-2019), Curaçaos componist en pianist
- Stefanija Statkuvienė (1992), Litouws/Belgisch atlete
- Patrick Staudacher (1980), Italiaans alpineskiër
- Hermann Staudinger (1881-1965), Duits scheikundige en Nobelprijswinnaar
- Steve Staunton (1969), Iers voetballer en voetbalcoach
- Karmen Stavec (1973), Sloveens popmusicus
- Irene van Staveren (1963), Nederlands econoom
- Jacob Cornelis van Staveren (1889-1979), Nederlands elektrotechnische ingenieur
- Petra van Staveren (1966), Nederlands zwemster

## Ste

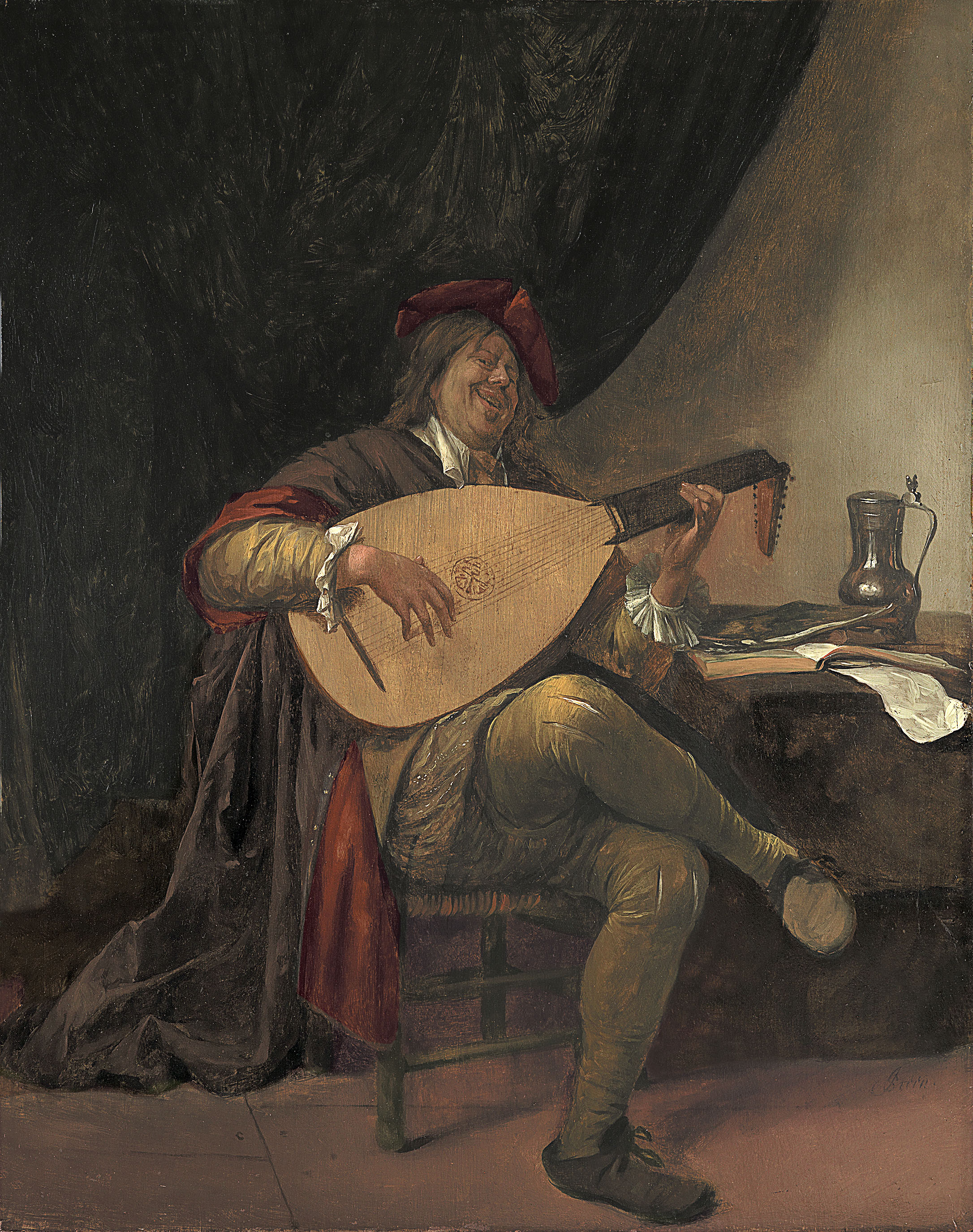
Jan Steen

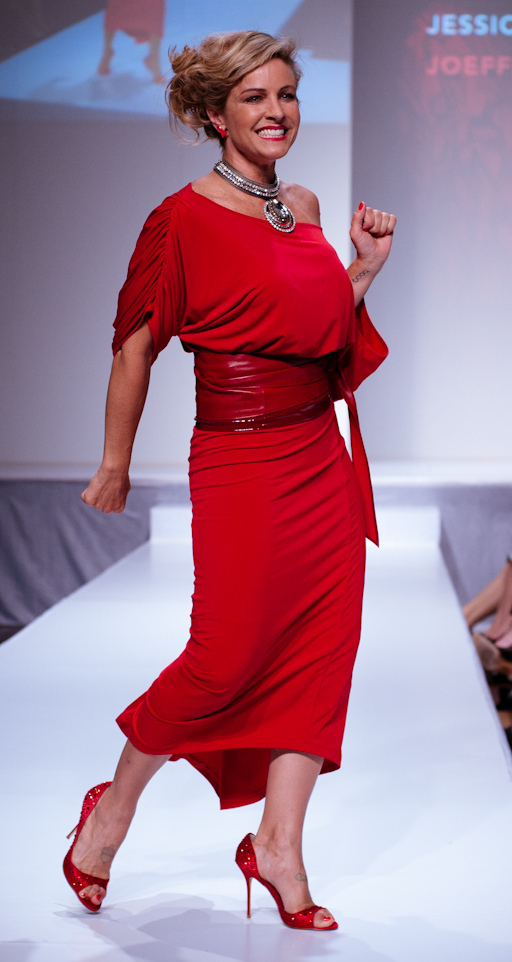
Jessica Steen, 2012

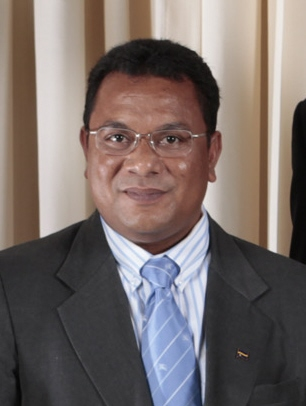
Marcus Stephen

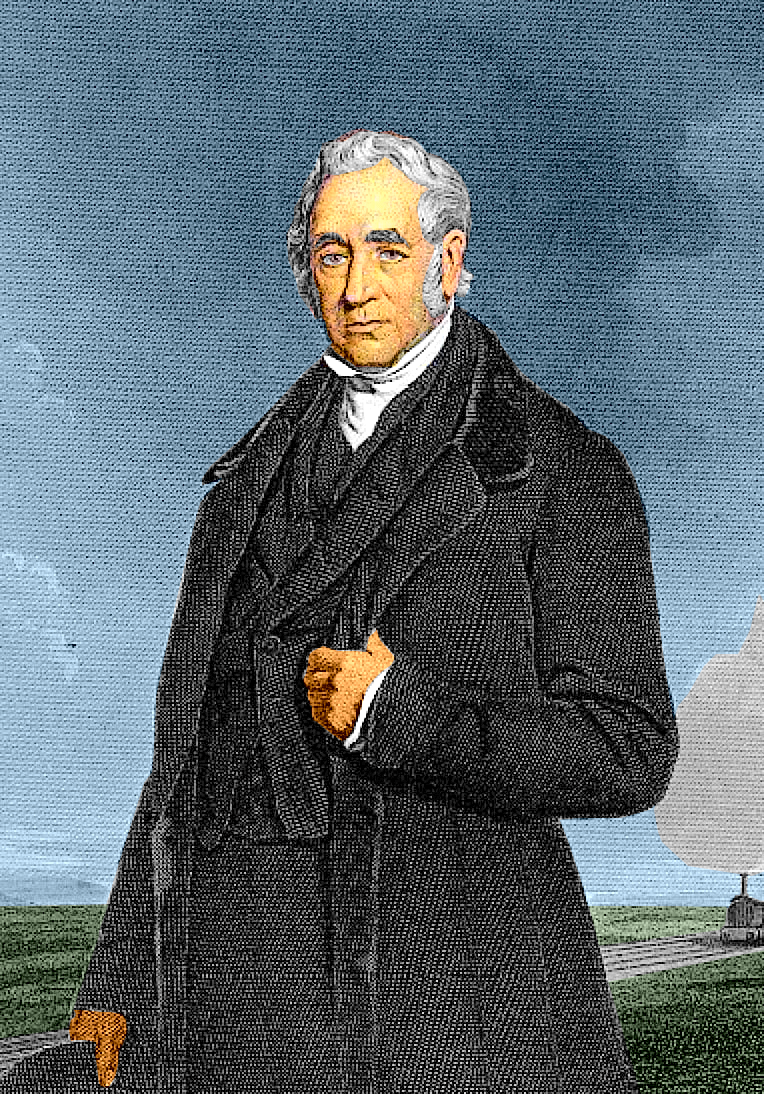
George Stephenson

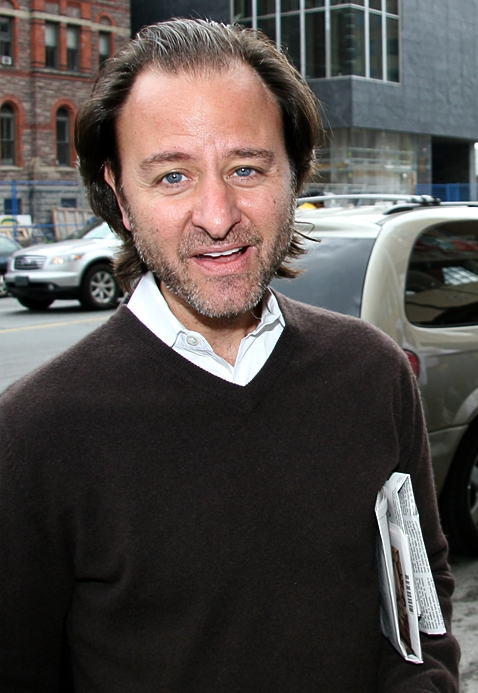
Fisher Stevens 2007

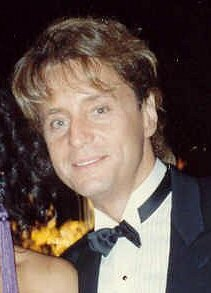
Shadoe Stevens

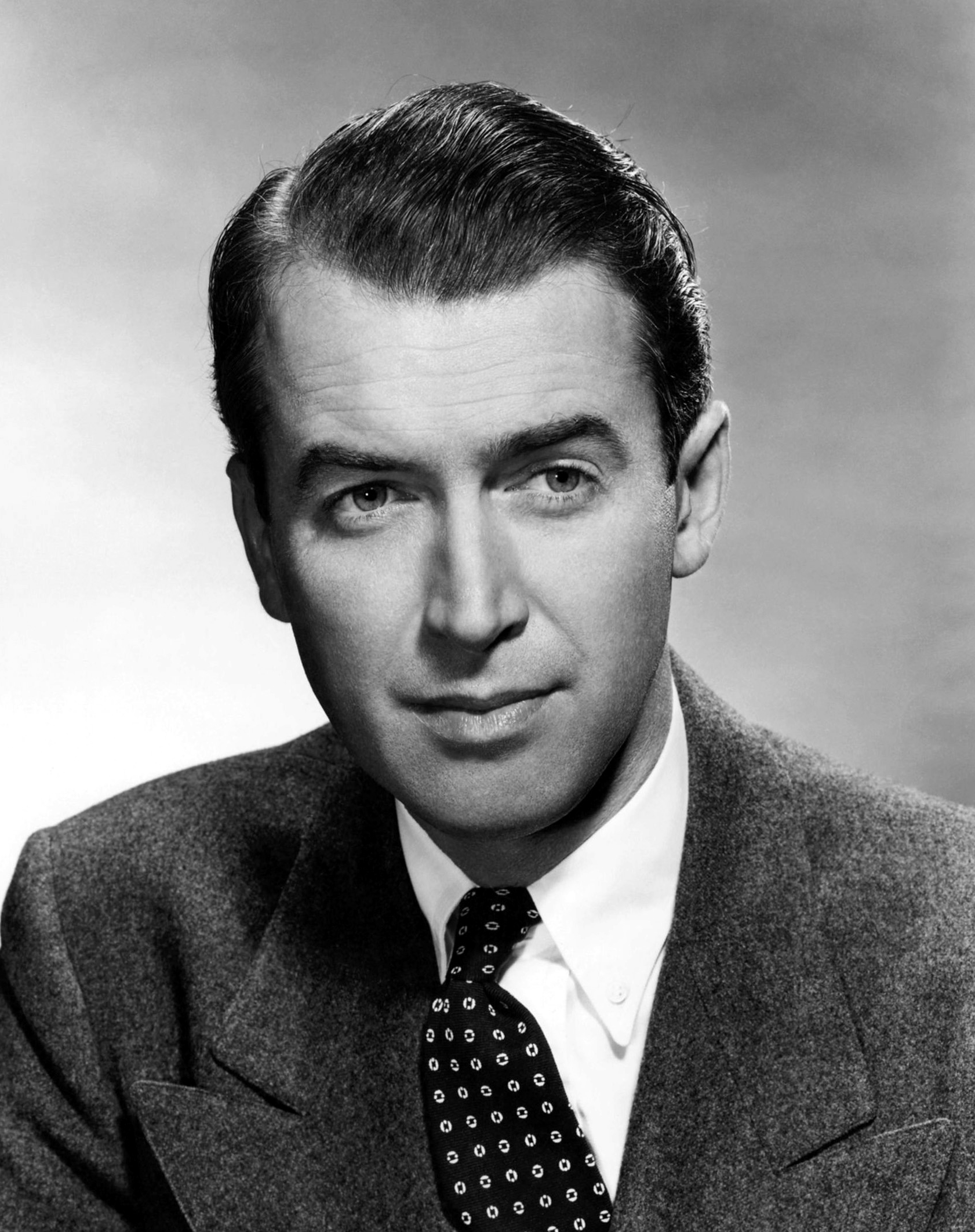
James Stewart

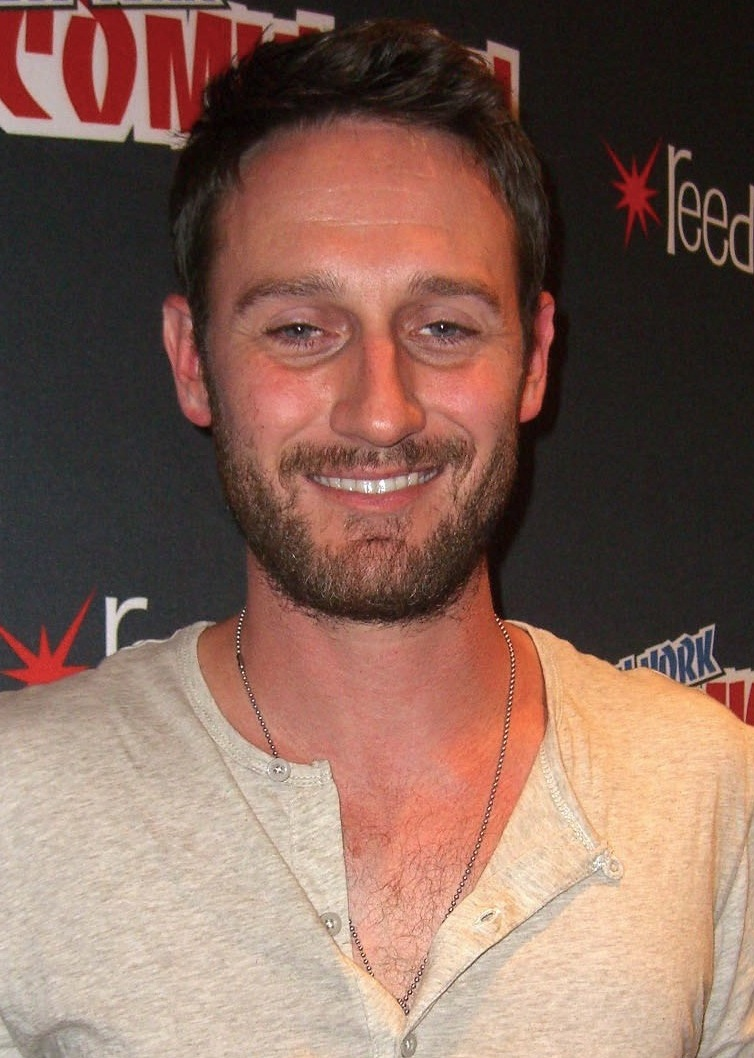
Josh Stewart op de New York Comic Con

- David Stebenne, Amerikaans schrijver en associate professor aan de Ohio State University
- Jean Stecher (1820-1909), Belgisch literatuurhistoricus en literatuurcriticus
- Mario Stecher (1977), Oostenrijks noordse combinatieskiër
- Renate Stecher (1950), Oost-Duits atlete
- Gina Stechert (1987), Duits alpineskiester
- Ueli Steck (1976-2017), Zwitsers bergbeklimmer
- Anna Stecksén (1870-1904), Zweeds arts en eerste vrouwelijke doctor in de geneeskunde in Zweden
- John Gabriël Stedman (1744-1797), Schots-Nederlands militair en tegenstander slavernij
- Meg Chambers Steedle, Amerikaans actrice
- Ingrid Steeger (1947-2023), Duits actrice
- Hollie Steel (1998), Brits zangeres
- John Steel (1941), Engels drummer
- Edino Steele (1987), Jamaicaans atleet
- George Steele (1937-2017), Amerikaans professioneel worstelaar
- Michelle Steele (1986), Australisch skeletonster
- Peter Steele (1962-2010), Amerikaans zanger
- Tom Steels (1971), Vlaams wielrenner
- Jan Steeman  (1933-2018), Nederlands striptekenaar
- Jan Steeman (1946-2022), Nederlands radiopresentator en programmamaker
- Henk Steeman (1894-1979), Nederlands voetballer
- Victor Steeman (2000-2022), Nederlands motorcoureur
- Patrick Steemans (1962), Belgisch atleet
- Jan Steen (1626?-1679), Nederlands kunstschilder
- Jessica Steen (1965), Canadees actrice
- Knut Steen (1924), Noors beeldhouwer, tekenaar en graficus
- Willem Frederik van der Steen (1905-1983), Nederlands atleet
- Marrit Steenbergen (2000), Nederlands zwemster
- Piet Steenbergen (1928-2010), Nederlands voetballer
- Rik van Steenbergen (1924), Vlaams wielrenner
- Dato Steenhuis (1943), Nederlands ambtenaar en openbaar aanklager
- Guusje Steenhuis (1992), Nederlands judoka
- Rob Steenhuis (1949-2018), Nederlands architect, ontwerper van stations
- Cornelis van Steenis (1901-1986), Nederlands botanicus
- Joost Steenkamer (1965), Nederlands golfer
- Piet Steenkamp (1925-2016), Nederlands politicus
- Pieter Willem Steenkamp (1840-1914), Nederlands militair, brandweercommandant en politiefunctionaris
- Frans Steeno (1909-1982), Belgisch kunstglasschilder
- Luc Steeno (1964), Belgisch zanger
- Ron Steens (1952-2024), Nederlands hockeyer
- Tim Steens (1955), Nederlands hockeyer
- Carel Steensma (1912-2006), Nederlands militair, verzetsstrijder en vliegenier
- Jožef Štefan (1835-1893), Sloveens wis- en natuurkundige
- Gwen Stefani (1969), Amerikaans zangeres, songwriter, modeontwerpster en actrice
- Ekaterini Stefanidi (1990), Grieks atlete
- Alfredo Di Stéfano (1926-2014), Argentijns-Spaans voetballer
- Giuseppe di Stefano (1921-2008), Italiaans operatenor
- Kostis Stefanopoulos (1926-2016), president van Griekenland
- Raoul Steffani (1992), Nederlands bariton
- Britta Steffen (1983), Duits zwemster
- Timor Steffens (1987), Nederlands danser
- John Steffensen (1982), Australisch atleet
- Pavel Steidl (1961), Tsjechisch gitarist en componist
- Willem Pieter Steijn (1910-2004), Nederlands componist en dirigent
- Boris Steimetz (1987), Frans zwemmer
- Elias Stein, (1931-2018) Amerikaans wiskundige, geboren in België
- Elias Stein (1748-1812), Nederlands schaker
- Michael Stein (1935-2009), Nederlands journalist
- Peter Adalbert Stein (1927-2022), Nederlands jurist
- Peter Stein (1937), Duits regisseur
- Sophie Stein (1892-1973), Nederlands cabaretière en actrice
- William Stein (1911-1980), Amerikaans biochemicus en Nobelprijswinnaar
- Michael Steinbach (1969), Duits roeier
- Settela Steinbach (1934-1944), Nederlands zigeunerin
- Wolfgang Steinbach (1954), Oost-Duits voetballer en voetbalcoach
- John Steinbeck (1902-1968), Amerikaans schrijver
- Jack Steinberger (1921-2020), Duits-Amerikaans natuurkundige en Nobelprijslaureaat
- Tomislav Steinbrückner (1966), Kroatisch voetballer en voetbalcoach
- Willi Steindl (1992), Oostenrijks autocoureur
- André Steiner (1970), Duits roeier
- Jakob Steiner (1796-1863), Zwitsers wiskundige
- Rudolf Steiner (1861-1925), Oostenrijks architect, filosoof, pedagoog en grondlegger van de antroposofie
- Hugo Steinhaus (1887-1972), Pools wiskundige
- Carl August von Steinheil (1801-1870), Duits natuurkundige
- Markus Steinhöfer (1986), Duits voetballer
- Mark Steinle (1974), Brits atleet
- Ralph Steinman (1943-2011), Canadees immunoloog en Nobelprijswinnaar
- Frank-Walter Steinmeier (1956), Duits politicus
- Charles Proteus Steinmetz (1865-1923), Duits-Amerikaans wiskundige en elektrotechnicus
- Francis Steinmetz (1914-2006), Nederlands militair
- Motty Steinmetz, (1992), chassidisch Israëlisch zanger
- Alex Steinweiss (1917-2011), Amerikaans graficus
- Kristin Størmer Steira (1981), Noors langlaufster
- Thomas Arthur Steitz (1940-2018), Amerikaans scheikundige en Nobellaureaat
- Arie Stehouwer (1939-2021), Nederlands voetbaltrainer
- Andrzej Stękała (1995), Pools schansspringer
- Jan Stekelenburg (1941-2023), Nederlands sportpresentator en -commentator
- Johan Stekelenburg (1941-2003), Nederlands vakbondsbestuurder en politicus
- Lennart Stekelenburg (1986), Nederlands zwemmer
- Maarten Stekelenburg (1982), Nederlands voetbaldoelman
- Shirley Stelfox (1941-2015), Brits actrice
- Frank Stella (1936-2024), Amerikaans kunstenaar
- Alfred Stelleman (1966), Nederlands paralympisch sporter
- Guillaume Stellingwerff (1841-1923), Belgisch politicus en rechter
- Daniël Stellwagen (1987), Nederlands schaker
- Cri Stellweg (1922-2006), Nederlands columniste en schrijfster (Saartje Burgerhart)
- Jacoba Stelma (1907-1987), Nederlands gymnaste
- Andrzej Stelmachowski (1925-2009), Pools politicus
- Willem P.C. Stemmer (1957-2013), Nederlands-Amerikaans wetenschapper en ondernemer
- Berdien Stenberg (1957), Nederlands fluitiste
- Knut Stenborg (1890-1946), Zweeds atleet
- Jan Stender (1906-1989), Nederlands zwemcoach
- Stendhal (1783-1842), Frans schrijver (pseudoniem van Marie-Henri Beyle)
- Michael Stenger (1950-2022), Amerikaans wetshandhaver
- Lisa Stengs (2005), Nederlands voetbalster
- Mary-Lou van Stenis (1963), Nederlands actrice (ook bekend als "Mary-Lou van Steenis")
- Fredrik Stenman (1983), Zweeds voetballer
- Albin Stenroos (1889-1971), Fins atleet
- Martinius Stenshorne (2006), Noors autocoureur
- Torsten Stenzel (1971), Duitse danceproducer
- Jamie Lou Stenzel (2002), Duits-Spaanse zangeres
- Mattie Stepanek (1990-2004), Amerikaans dichter, schrijfster en vredesactiviste
- Radek Štěpánek (1978), Tsjechisch tennisser
- Aleksandra Stepanova (1995), Russisch kunstschaatsster
- Veronika Stepanova (2001), Russisch langlaufster
- Rudi Stephan (1887-1915), Duits componist
- Stephanie Beatriz (1981), Amerikaanse actrice
- Marcus Stephen (1969), Nauruaans gewichtheffer en president
- Gig Stephens (1926), Amerikaans autocoureur
- Toby Stephens (1969), Brits acteur
- George Stephenson (1781-1848), Brits uitvinder
- Marjory Stephenson (1885-1948), Brits biochemicus
- Aloysius Stepinac (1898-1960), Kroatisch aartsbisschop en martelaar
- Kenny Steppe (1988), Belgisch voetbaldoelman
- Apollonia Sterckx (2006), Belgisch actrice
- Arlette Sterckx (1964), Belgisch actrice
- Bert Sterckx (1981), Belgisch sportjournalist
- Dirk Sterckx (1946), Belgisch journalist en politicus
- Els Sterckx (1972), Belgisch politica
- Engelbertus Sterckx (1792-1867), Belgisch aartsbisschop en kardinaal
- Ernest Sterckx (1922-1975), Belgisch wielrenner
- Leo Sterckx (1936-2023), Belgisch wielrenner
- Nina Sterckx (2002), Belgisch gewichthefster
- Piet Sterckx (1925-1987), Belgisch journalist en toneelschrijver
- René Sterckx (1991), Belgisch voetballer
- Roel Sterckx (1969), Belgisch sinoloog
- Sven Sterckx (1970), Belgisch econoom
- Mieke Sterk (1946), Nederlands atlete en politica
- Mirjam Sterk (1973), Nederlands politica en theologe
- Wannie Sterken (1943-2024), Nederlands voetballer
- Hendrik Sterken Rzn (1915-2010), Nederlands schrijver en dichter
- Maury Sterling (1971), Amerikaans acteur
- Isaac Stern (1920-2001), Joods-Russisch-Amerikaans violist
- Jenna Stern (1967), Amerikaans actrice
- Otto Stern (1888-1969), Duits-Amerikaans natuurkundige en Nobelprijswinnaar
- Yuri Stern (1949-2007), Joods-Russisch-Israëlisch econoom, politicus en journalist
- Brian Sternberg (1943-2013), Amerikaans atleet
- Daniel Sternefeld (1905-1986), Belgisch componist, muziekpedagoog en dirigent
- Frances Hussey Sternhagen (1930-2023), Amerikaans actrice
- Carl Sternheim (1878-1942), Duits toneelschrijver
- Gé-Karel van der Sterren (1969), Nederlands kunstschilder
- Georg Maximilian Sterzinsky (1936), Duits kardinaal en aartsbisschop
- Karel Stessens (?), Belgisch vakbondsbestuurder
- Ad van der Steur (1893-1953), Nederlands architect
- Sebastiaan Steur (1984), Nederlands voetballer
- Gerard Steurs (1901-1961), Belgisch atleet
- Steve Stevaert (1954), Belgisch politicus
- Bruno Stevenheydens (1968), Belgisch politicus
- Gino Stevenheydens (1986), Belgisch zwemmer
- Willy Steveniers (1938), Belgisch basketbalspeler
- Aaldert Stevens (1799-1857), Nederlands onderwijzer
- Aaron Stevens (1982), Amerikaans professioneel worstelaar; pseudoniem van Aaron Haddad
- Agapit Stevens (1848-1924), Belgisch kunstschilder
- Albert John Stevens (1885-1956), Brits ondernemer
- Alfred Stevens (1823-1906), Belgisch kunstschilder
- Andy Stevens (1901-1968), Engels-Canadees voetballer en voetbalcoach
- Arthur Stevens (1825-1890), Belgisch kunstcriticus en kunsthandelaar
- Austin Stevens (1950),  Zuid-Afrikaans herpetoloog en natuurfotograaf
- Barrie Stevens (1944), Engels-Nederlands musicalregisseur, choreograaf en acteur
- Becca Stevens (1984), Amerikaans folkmusicus, jazzzangeres, jazzgitariste en songwriter
- Carlo Stevens (1904-1975), Nederlands dompteur
- Cat Stevens (1948), Engels zanger en songschrijver; pseudoniem van Yusuf Islam
- Christopher Stevens (1960-2012), Amerikaans advocaat en diplomaat
- Conan Stevens (1969), Australisch acteur
- Connie Stevens (1938), Amerikaans actrice en zangeres
- Cornelis Stevens (1747-1828), Zuid-Nederlands geestelijke
- Craig Stevens (1918-2000), Amerikaans acteur
- Craig Stevens (1980), Australisch zwemmer
- Curtis Stevens (1898-1979), Amerikaans bobsleeër
- Damion Stevens (?), Amerikaans acteur
- Dan Stevens (1982), Brits acteur
- Eddy Stevens (1961), Belgisch atleet
- Edward Stevens (1932-2013), Amerikaans roeier
- Enda Stevens (1990), Iers voetballer
- Evelyn Stevens (1983), Amerikaans wielrenster
- Fisher Stevens (1963), Amerikaans acteur, filmregisseur, filmproducent, scenarioschrijver en toneelregisseur; pseudoniem van Steven Fisher
- Gary Michael Stevens (1963), Engels voetballer
- George Stevens (1878-1952), Brits ondernemer
- George Stevens (1904-1975), Amerikaans filmregisseur
- Gert Stevens (1971), Belgisch ontwerper
- Gwenda Stevens (1966), Belgisch roeister, roeicoach en sportbestuurster
- Halsey Stevens (1908-1989), Amerikaans componist, musicoloog en muziekpedagoog
- Harry Stevens (1876-?), Brits ondernemer en constructeur
- Helga Stevens (1968), Belgisch politica
- Henk Stevens (1941), Nederlands golfer
- Herman Stevens (1955), Nederlands schrijver
- Hubert Stevens (1890-1950), Amerikaans bobsleeër
- Huub Stevens (1953), Nederlands voetballer en voetbalcoach
- Inger Stevens (1934-1970), Zweeds-Amerikaans actrice
- Jacques Stevens (1908-2007), Nederlands persfotograaf
- Jan Stevens (1961), Belgisch politicus
- Jill Stevens (1989), Belgisch voetbalster
- Johannes Lambertus Antonius Stevens (1911-1994), Nederlands politicus
- John Paul Stevens (1920-2019), Amerikaans rechter
- Joseph Stevens (1819-1892), Belgisch kunstschilder
- Joseph Stevens sr. (1856-1941), Brits ondernemer
- Joseph Stevens jr. (1881-1957), Brits ondernemer
- Julien Stevens (1943), Belgisch wielrenner
- Karin Stevens (1989), Nederlands voetbalster
- Kenneth Stevens (1981), Belgisch radiopresentator en radio-dj
- Kia Stevens (1977), Amerikaans professioneel worstelaarster
- Leo Stevens (1944), Nederlands econoom en hoogleraar
- Léontine Stevens (1907-1998), Belgisch atlete
- Liesbet Stevens (1972), Belgische juriste, feministe en politica
- Lili Stevens (1960), Belgisch politica
- Luc Stevens (1962), Belgisch regisseur en scenarioschrijver
- Marie Stevens (1909 - ?), Belgisch atlete
- Marnix Stevens (1945), Belgisch atleet
- Matthew Stevens (1977), Welsh snookerspeler
- Matthew Stevens (1982), Canadees jazzgitarist en -componist
- Mark Stevens (1916-1994), Amerikaans acteur
- Nettie Stevens (1861-1912), Amerikaans geneticus
- Patricia Stevens (1945-2010), Amerikaans actrice
- Patrick Stevens (1968), Belgisch atleet
- Peter John Stevens (1995), Sloveens zwemmer
- Piet Stevens (1897-1970), Nederlands voetballer
- Pieter Stevens (ca. 1590-1668), Zuid-Nederlands ondernemer en kunstverzamelaar
- Rachel Stevens (1978), Brits zangeres, model en actrice
- Raf Stevens (1962), Belgisch muzikant
- Ray Stevens (1939), Amerikaans muzikant, zanger, tekstdichter, muziekproducent, arrangeur en muziekuitgever; pseudoniem van Harold Ray Ragsdale
- René Stevens (1858-1937), Belgisch kunstschilder
- Richard Stevens (1893-1967), Brits spion
- Robin Stevens (1982), Belgisch cabaretier, komiek en singer-songwriter
- Roger Stevens (1954), Belgisch rechter en de voorzitter van de Raad van State
- Roger L. Stevens (1910-1998), Amerikaans theaterproducent
- Ron Stevens (1959), Nederlands voetballer
- Shadoe Stevens (1947), Amerikaans radiodeejay, acteur, filmproducent, filmregisseur, filmeditor en scenarioschrijver; pseudoniem van Terry Ingstad
- Shakin' Stevens (1948), Brits zanger; pseudoniem van Michael Barratt
- Siaka Stevens (1905-1988), Sierra Leoons staatsman
- Sonny Stevens (1992), Nederlands voetballer
- Steve Stevens (1959), Amerikaans gitarist
- Sufjan Stevens (1975), Amerikaans muzikant en singer-songwriter
- T.M. Stevens (1951), Amerikaans bassist
- Ted Stevens (1923-2010), Amerikaans politicus
- Thaddeus Stevens (1792-1868), Amerikaans politicus
- Thomas Stevens (1938-2018), Amerikaans trompettist, componist en schrijver
- Timothy Stevens (1989), Belgisch wielrenner
- Wallace Stevens (1879-1955), Amerikaans dichter
- Will Stevens (1991), Brits autocoureur
- Willem Stevens (1938), Nederlands advocaat en politicus
- Wim Stevens (1967), Belgisch acteur
- Wim Stevens (1946-2011), Nederlands golfer
- Yvette Marie Stevens (1953), Amerikaans zangeres, bekend onder het pseudoniem Chaka Khan
- Adlai Stevenson I (1835-1914), Amerikaans Democratisch politicus; vice-president 1893-1897
- Adlai Stevenson II (1900-1965), Amerikaans politicus
- Bill Stevenson (1963), Amerikaans muzikant
- Bryan Stevenson (1959), Amerikaans mensenrechtenactivist en hoogleraar in rechten
- Chuck Stevenson (1919-1995), Amerikaans autocoureur
- Colby Stevenson (1997), Amerikaans freestyleskiër
- Nicole Stevenson (1973), Canadees atlete
- Ray Stevenson (1964-2023), Brits acteur
- Antoon Steverlynck (1925-2010), Belgisch politicus
- Baldewijn Steverlynck (1893-1976), Belgisch industrieel en bestuurder
- Jan Steverlynck (1955), Belgisch politicus
- Hendrik Stevin (1614-1668), Nederlands waterbouwkundige
- Simon Stevin (1548-1620), Belgisch wiskundige en ingenieur
- Matthew Stewardson (1974–2010), Zuid-Afrikaans acteur en presentator
- Balfour Stewart (1828-1887), Schots natuurkundige en meteoroloog
- Dave Stewart (1950), Brits componist en musicus
- David A. Stewart (1952), Brits gitarist
- Earnest Stewart (1969), Nederlands-Amerikaans voetballer
- Eric Stewart (1945), Brits musicus
- Ian Stewart (1938-1985), Schots pianist
- James Stewart (1908-1997), Amerikaans acteur en militair
- Jermaine Stewart (1957-1997), Amerikaans zanger
- Jim Stewart (1930-2022), Amerikaans producer en platenbaas
- Josh Stewart (1977), Amerikaans acteur
- Kendyl Stewart (1994), Amerikaans zwemster
- Kerron Stewart (1984), Jamaicaans atlete
- Michael Stewart (1906-1990), Brits politicus
- Murray Stewart (1986), Australisch kanovaarder
- Patrick Stewart (1940), Brits acteur
- Paul Stewart (1908-1986), Amerikaans acteur
- Peggy Stewart (1923), Amerikaans actrice
- Rod Stewart (1945), Brits popzanger
- Thomas A. Stewart (1949), Amerikaans publicist, columnist en redacteur
- Johna Stewart-Bowden (1979), Amerikaans actrice
- Door Steyaert (1936-2021), Belgisch politicus
- Nora Steyaert (1932), Vlaams televisiepresentator
- Cor Steyn (1906-1965), Nederlands musicus

## Sth
- Friedrich Sthamer (1856-1931), Duits advocaat, diplomaat en politicus

## Sti

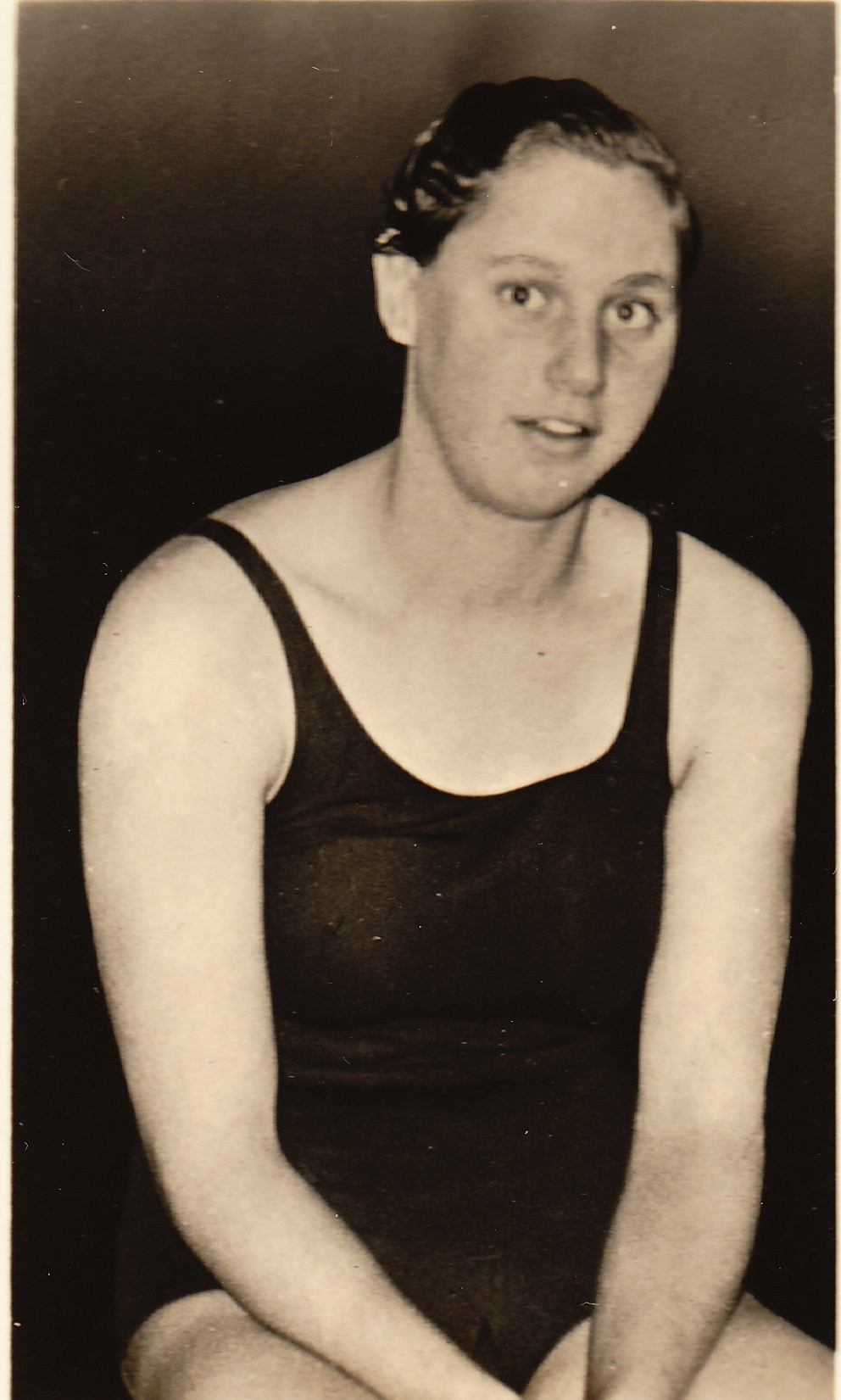
Alie Stijl

- Eddy Stibbe (1948), Nederlands eventing ruiter
- George Stibitz (1904-1995), Amerikaans wiskundige en computerpionier
- Michael Stich (1968), Duits tennisser
- Ari Stidham, Amerikaans acteur
- Bernard Stiegler (1952), Frans filosoof en publicist
- Alfred Stieglitz (1864-1946), Amerikaans fotograaf en promotor van de moderne kunst
- Uli Stielike (1954), Duits voetballer en voetbaltrainer
- Thomas Joannes Stieltjes sr. (1819-1878), Nederlands waterstaatkundig ingenieur en Kamerlid
- Thomas Joannes Stieltjes jr. (1856-1984), Nederlands wiskundige
- Tonia Stieltjes (1881-1932), Nederlands dienstbode, vakbondsvrouw en schildersmodel
- Jacques Stienstra (1932-2011), Nederlands projectontwikkelaar
- Nelly Stienstra (1946-2016), Nederlands taalkundige, evangeliste en christelijk schrijfster
- Riek Stienstra (1942-2007), Nederlands bestuurster en voorvechtster voor rechten van lesbiennes
- Adalbert Stifter (1805-1868), Oostenrijks schrijver
- Katlijne Van der Stighelen (1959), Belgische kunsthistorica
- Joop van Stigt (1934-2011), Nederlands architect
- Aart Stigter (1956), Nederlands atleet
- Alie Stijl (1923-1999), Nederlands zwemster
- Emile Stijnen (1907-1997) Belgisch voetballer
- Dirk Stikker (1897-1979), Nederlands politicus
- Nobby Stiles (1942-2020), Engels voetballer
- Megan Still (1971), Australisch roeister
- Lewis Stillwell (1863-1941), Amerikaans elektrotechnicus
- Igor Štimac (1967), Kroatisch voetballer en voetbalcoach
- Henry Stimson (1867-1950), Amerikaans politicus
- Sara Mae Stinchfield Hawk (1885-1977), Amerikaans logopedist
- Ottis Stine (1908-2000), Amerikaans autocoureur
- R.L. Stine (1943), Amerikaans schrijver van griezelkinderboeken
- Galadriel Stineman (1990), Amerikaans actrice
- Sting (1951), Brits popmusicus (Gordon Sumner)
- Elvira Stinissen (1979), Nederlands paralympisch sportster
- Michael Stipe (1960), Amerikaans zanger
- Annie van Stiphout (1952), Nederlands atlete
- Henk van Stipriaan (1924-1989), Nederlands journalist en presentator
- René van Stipriaan (1959), Nederlands literair-historicus
- Rachael Stirling (1977), Brits actrice
- Max Stirner (1806-1856), Duits filosoof
- Patrick Stitzinger (1981), Nederlands atleet

## Sto

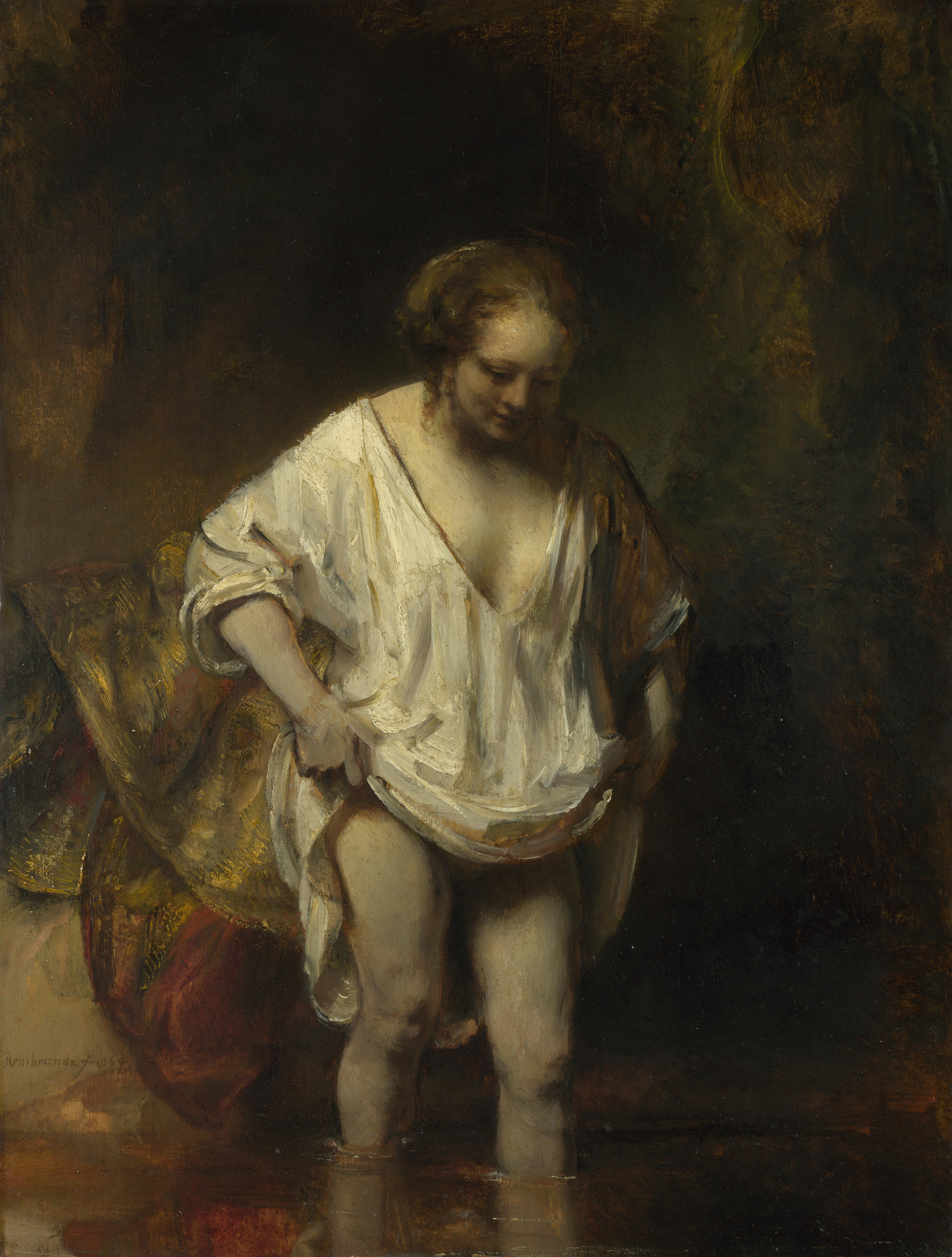
Hendrikje Stoffels, geschilderd door Rembrandt van Rijn

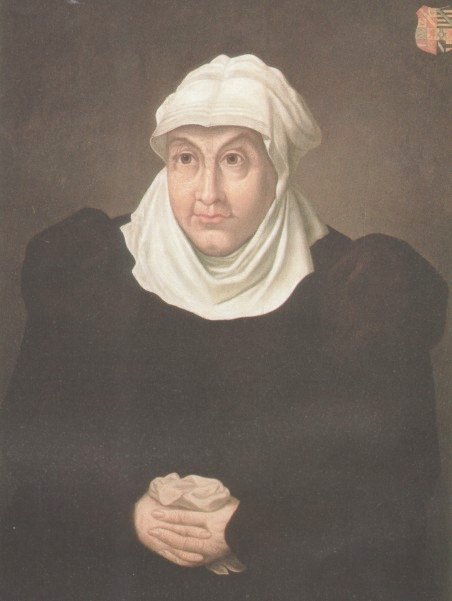
Juliana van Stolberg

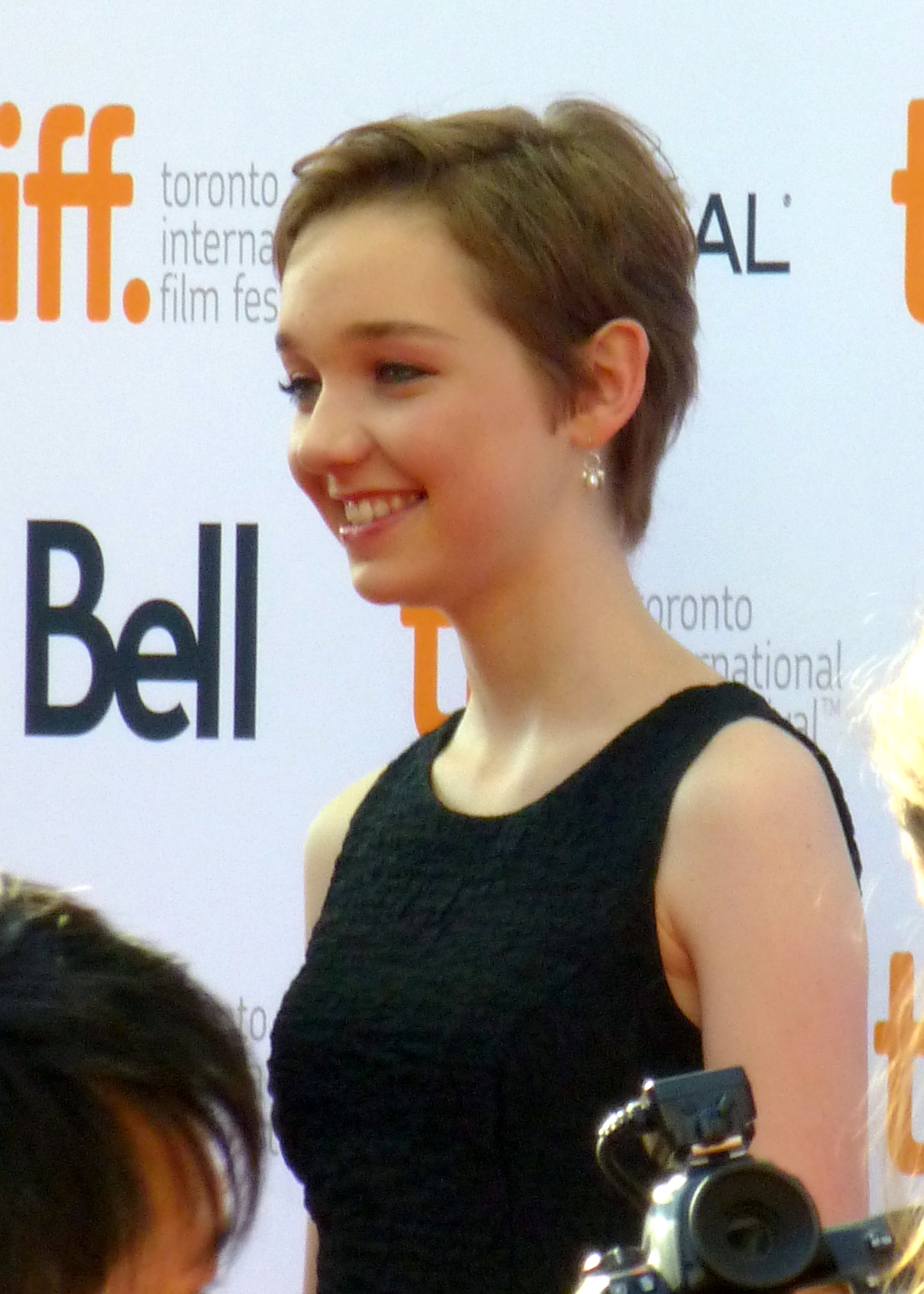
Julia Sarah Stone (2014)

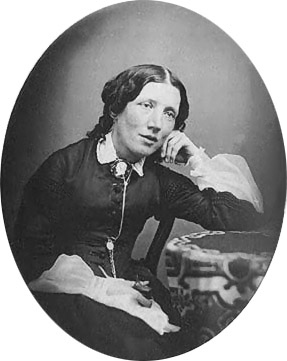
Harriet Beecher Stowe

- Jaap Stobbe (1936-2020), Nederlands acteur
- Kamil Stoch  (1987), Pools schansspringer
- Gerhard Stöck (1911-1985), Duits atleet
- Evarist Stocké (1872-1944), Belgisch-Duits arts en Vlaams activist
- Karlheinz Stockhausen (1928-2007), Duits componist en muziekpedagoog
- Arthur Stockhoff (1879-1934), Amerikaans roeier
- Francisco Stockinger (1919-2009), Oostenrijks-Braziliaans beeldhouwer en etser
- Marlon Stöckinger (1991), Filipijns-Zwitsers autocoureur
- Harry Stockman (1919-1994), Amerikaans autocoureur
- Jacques Stockman (1938-2013), Belgisch voetballer
- Frank Stockmans (1963), Belgisch atleet
- Pieter Stockmans (1940), Belgisch keramist
- Hilda van Stockum (1908-2006), Engels kinderboekenschrijfster
- Willem Jacob van Stockum (1910-1944), Nederlands theoretisch natuurkundige
- Dean Stockwell (1936-2021), Amerikaans acteur
- John R. Stockwell (1937), Amerikaans voormalige CIA-officier
- Dirk Stoclet (1931-2003), Belgisch atleet
- James Fraser Stoddart (1942-2024), Brits scheikundige en Nobelprijswinnaar
- Aurel Stodola (1859-1942), Slowaaks ingenieur en uitvinder
- Hayden Stoeckel (1984), Australisch zwemmer
- Anne Lize van der Stoel (1954), Nederlands politica
- Max van der Stoel (1924-2011), Nederlands politicus
- Philip Samuel Stoelman (1740 - na 1796), Surinaams legerleider
- Jan van der Stoep (1968), Nederlands filosoof en bijzonder hoogleraar
- Josy Stoffel (1928), Luxemburgs turner
- August Stoffels (1925-2012), Belgisch politicus
- Denis Stoffels (1570-1629), Vlaams bisschop
- Hendrickje Stoffels (ca.1626-1663), Nederlands model en partner van schilder Rembrandt
- Joeri Stoffels (1973), Nederlands waterpolospeler
- Joke Stoffels-van Haaften (1917-1992), Nederlands politica
- Jos Stoffels (1951), Nederlands muziekpedagoog, dirigent, en muziekuitgever
- Klaas Stoffels (1857-1921), Nederlands architect
- Maren Stoffels (1988), Nederlands schrijfster
- Marianne Stoffels (ca. 1910), Belgisch schaakster
- Roel Stoffels (1987), Nederlands voetballer
- Peter Stöger (1966), Oostenrijks voetballer en voetbaltrainer
- Rudi Stohl (1947), Oostenrijks rallyrijder
- Siegfried Stohr (1952), Italiaans coureur
- Adrian Stoian (1991), Roemeens voetballer
- Edmund Stoiber (1941), Duits politicus
- Maksim Stojanac (1997), Belgisch acteur en zanger
- Sandra Stojiljkovic (1981), Zweeds actrice
- Herman Stok (1927-2021), Nederlands presentator
- Johan Paul van der Stok (1919-1945), Nederlands verzetsstrijder
- Bram Stoker (1847-1912), Iers schrijver
- Allison Stokke (1989), Amerikaans atlete
- Joop Stokkermans (1937-2012), Nederlands componist en pianist
- Benno Stokvis (1901-1977), Nederlands jurist, publicist en politicus
- Juliana van Stolberg (1506-1580), Duits gravin en moeder van Willem van Oranje
- Louise van Stolberg-Gedern (1752-1824), prinses en echtgenote van de jacobijnse troonpretendent
- Ksenia Stolbova (1992), Russisch kunstschaatsster
- Aleksandr Stoletov (1839-1896), Russisch natuurkundige
- Ari Stolk (1934-2017), Nederlands kunstschilder en tekenaar
- Kyle Stolk (1996), Nederlands zwemmer
- Wim Stolk (1950-2011), Nederlands fantasyschrijver
- Michel Stolker (1931), Nederlands wielrenner
- Corey Stoll (1976), Amerikaans acteur
- Mike Stoller (1933), Amerikaans songwriter
- Edi Stöllinger (1948-2006), Oostenrijks motorcoureur
- Johann Stollz (1936-2018), Vlaams zanger en componist
- Christian Stolte (1962), Amerikaans acteur
- Richard Stolte (1990), Nederlands voetballer
- Thorvald Stoltenberg (1931-2018), Noors politicus
- Jens Stoltenberg (1959), Noors politicus
- Pjotr Stolypin (1862-1911), Russisch staatsman
- Luca Stolz (1995), Duits autocoureur
- Robert Stolz (1880-1975), Oostenrijks componist en dirigent
- Thomas Stoltzer (ca. 1475/80-1526), Silezisch componist
- Ben Stom (1886-1965), Nederlands voetballer
- Co Stompé (1962), Nederlands darter en trambestuurder
- Angie Stone (1961-2025), Amerikaans zangeres
- Constance Stone (1856-1902), Australisch arts
- Danton Stone, Amerikaans acteur
- Emma Stone (1988), Amerikaans actrice
- Joanna Stone (1972), Australisch atlete
- John Stone Stone (1869-1943), Amerikaans elektrotechnicus en uitvinder
- Joss Stone (1987), Brits zangeres
- Julia Sarah Stone (1997), Canadees actrice
- Sharon Stone (1958), Amerikaans actrice en homoactiviste
- Sly Stone (1943-2025), geboren als Sylvester Stewart, Amerikaans muzikant
- Zach Stone (1991), Canadees snowboarder
- Dean Stoneman (1990), Brits autocoureur
- Casey Stoner (1985), Australisch motorcoureur
- Dwight Stones (1953), Amerikaans atleet en verslaggever
- Johnstone Stoney (1826-1911), Iers natuurkundige
- Dé Stoop (1919-2007), Nederlands sportbestuurder
- Vita Stopina (1976), Oekraïens atlete
- Lidy Stoppelman (1933), Nederlands kunstschaatsster
- Bernd Storck (1963), Duits voetballer en voetbalcoach
- Dominic Storey (1989), Nieuw-Zeelands autocoureur
- Adam Storke (1962), Amerikaans acteur
- David Storl (1990), Duits atleet
- Dennis Storm (1985), Nederlands presentator
- Theodor Storm (1817-1888), Duits schrijver
- Jozef Storme (1913-1981), Belgisch politicus
- Jules Storme (1819-1904), Belgisch politicus
- Jules Jacob Storme (1887-1955), Belgisch jurist
- Klaas Storme (1967), Belgisch cartoonist, bekend onder het pseudoniem Zaza
- Lucien Storme (1916-1945), Belgisch wielrenner
- Marcel Storme (1930-2018), Belgisch rechtsgeleerde, advocaat en politicus
- Matthias Storme (1959), Belgisch advocaat, rechtsgeleerde, politicus en hoogleraar
- Roland Storme (1934-2022), Belgisch voetballer en voetbalcoach
- Veronique Storme (1967), Belgische atlete
- Horst Störmer (1949), Duits natuurkundige en Nobelprijswinnaar
- Annelies Storms (1971), Vlaams politica
- Pien Storm van Leeuwen  (1945-2020), Nederlands beeldend kunstenares en dichteres
- Thiemo Storz (1991), Duits autocoureur
- Azura Dawn Storozynski (1981), Amerikaans actrice
- Klaus Störtebeker (~1360-1401), Duits zeerover
- Constant Stotijn (1912-1975), Nederlands hoboïst
- Haakon Stotijn (1915-1964), Nederlands hoboïst
- Jaap Stotijn (1891-1970), Nederlands hoboïst en muziekpedagoog
- Louis Stotijn (1918), Nederlands fagottist en dirigent
- John Stott (1921-2011), Engels theoloog en priester
- Bob Stouthuysen (1929-2025), Belgisch ondernemer en bestuurder
- Gil Stovall (1986), Amerikaans zwemmer
- Betty Stöve (1945), Nederlands tennisster
- Johann Friedrich Stöver, Duits SS'er, nazi-kampcommandant en oorlogsmisdadiger
- Harriet Beecher Stowe (1811-1896), Amerikaans abolitioniste en schrijfster
- Emil Stoyanov (1959), Bulgaars politicus en uitgever
- Michael Stoyanov (1966), Amerikaans acteur en scenarioschrijver

## Str

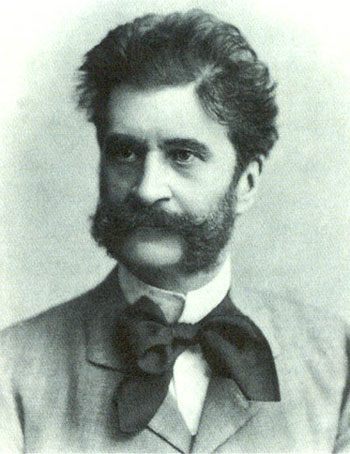
Johann Strauss jr.

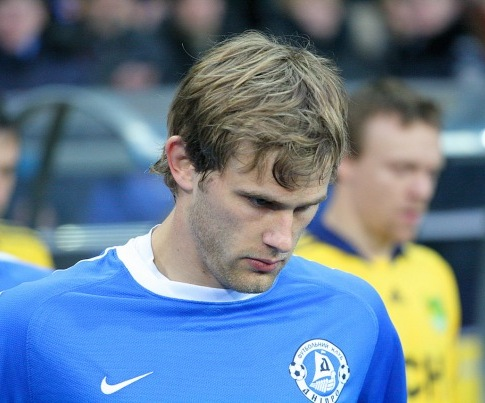
Ivan Strinić

- Glenn van Straalen (2000), Nederlands motorcoureur
- Peter van Straaten (1935-2016), Nederlands tekenaar en schrijver
- Dennis Straatman (1987), Nederlands paralympisch sporter
- Strabo (+19), Grieks wetenschapper en schrijver
- Walahfrid Strabo (808-849), Duits abt, dichter en schrijver
- Gordon Strachan (1957), Schots voetballer en voetbalmanager
- Lytton Strachey (1880-1932), Brits schrijver en criticus
- Mauritz von Strachwitz (1929), Duits autocoureur
- Desideer Stracke (1875-1970), Belgisch geestelijke, schrijver, filoloog en Vlaams activist
- Felix Strackx (1955), Belgisch politicus
- Kristine Strackx (1986), Belgisch atlete
- Antonio Stradivari (1644?-1737), Italiaans vioolbouwer
- Josha Stradowski (1995), Nederlands acteur
- Jean Straetmans (1930), Belgisch voetballer
- Haike van Stralen (1983), Nederlands zwemster
- Harald Christian Strand Nilsen (1971), Noors alpineskiër
- Valeria Straneo (1976), Italiaans atlete
- Steve Strange (1959-2015), Brits zanger
- Georg Friedrich Strass (1701-1773), Frans juwelier en uitvinder
- Elly Strassburger (1910-1988), Nederlands circusdirecteur
- Hugo Strasser (1922), Duits klarinettist en orkestleider
- Jeff Strasser (1974), Luxemburgs voetballer en voetbalcoach
- Linus Straßer (1992), Duits alpineskiër
- Otto Strasser (1897-1974), Duits politicus
- Fritz Strassmann (1902-1980) Duits scheikundige
- Abigail Strate (2001), Canadees schansspringster
- Henri van Straten (1892-1944), Belgisch kunstenaar
- Rocco van Straten (1991), Nederlands snowboarder
- Frans van der Straten van Thielen (1794-1878), Nederlands militair en dijkgraaf
- Dennis Stratton (1954), Brits gitarist
- Hank Stratton, Amerikaans acteur
- Julius Adams Stratton (1901-1994), Amerikaans onderwijsdeskundige
- Ramona Straub (1993), Duits schansspringster
- Jenna Strauch (1997), Australisch zwemster
- Volkmar Strauch (1943-2009), Duits politicus
- Jack Straus (1930-1988), Amerikaans pokerspeler
- Oscar Straus (1870-1954), Oostenrijks-Frans componist
- Botho Strauß (1944), Duits schrijver en essayist
- Hugo Strauß (1907-1941), Duits roeier
- Johann Strauss jr. (1825-1899), Oostenrijks componist
- Johann Strauss sr. (1804-1849), Oostenrijks componist
- Levi Strauss (1829-1902), Duits-Amerikaans kleermaker
- Nita Strauss (1986), Amerikaans gitarste
- Richard Strauss (1864-1929), Duits componist
- Robert Schwarz Strauss (1918-2014), Amerikaans advocaat en diplomaat
- Arthur Arz von Straußenburg (1857-1935), Oostenrijk-Hongaars militair
- Igor Stravinsky (1882-1971), Russisch componist
- Jérémy Stravius (1988), Frans zwemmer
- Julian Strawther (2002), Amerikaans basketballer
- Olivier Strebelle (1927-2017), Belgisch kunstenaar
- Wolfgang Streeck (1946), Duits socioloog
- Meryl Streep (1949), Amerikaans actrice
- Giorgio Strehler (1921-1997), Italiaans regisseur
- Joachim Streich (1951-2022), Oost-Duits voetballer
- Julius Streicher (1885-1946), Duits journalist en nazileider
- Philippe Streiff (1955-2022), Frans autocoureur
- Barbra Streisand (1942), Amerikaans zangeres
- Georg Streitberger (1981), Oostenrijks alpineskiër
- Franz Xaver Streitwieser (1939-2021), Duits trompettist, musicoloog, verzamelaar en filantroop
- Edoeard Streltsov (1937-1990), Russisch voetballer
- Jānis Strenga (1986), Lets bobsleeër
- Gustav Stresemann (1878-1929), Duits politicus
- Egbert Streuer (1954), Nederlands zijspancoureur
- Gail Strickland (1947), Amerikaans actrice
- Shirley Strickland (1925-2004), Australisch atlete
- Elizabeth Stride (1843-1888), derde canonieke slachtoffer van Jack the Ripper
- Felix Stridsberg-Usterud (1994), Noors freestyleskiër
- Otmar Striedinger (1991), Oostenrijks alpineskiër
- Ton Strien (1958), Nederlands ambtenaar en politicus
- Jan P. Strijbos (1891-1983), Nederlands natuurliefhebber, ornitholoog, schrijver, fotograaf en filmer
- Ielja Strik (1973), Nederlands powerlifster en bankdrukster
- Pleun Strik (1944-2022), Nederlands voetballer
- Rein Strikwerda (1930-2006), Nederlands arts
- Sienie Strikwerda (1921-2013), Nederlands vredesactiviste
- Ivan Strinić (1987), Kroatisch voetballer
- Woody Strode (1914-1994), Amerikaans filmacteur
- Alfredo Stroessner (1912-2006), Paraguayaans militair, president en dictator
- Cor van de Stroet (1954), Nederlands dansleraar en danser
- Lance Stroll (1998), Canadees autocoureur
- Johannes Strolz (1992), Oostenrijks alpineskiër
- Anna Odine Strøm (1998), Noors schansspringster
- Thorvald Strömberg (1931-2010), Fins kanovaarder
- Lena Strömdahl (1947), Zweeds actrice
- Noah Strømsted (2007), Deens autocoureur
- Barrett Strong (1941-2023), Amerikaans soulzanger en tekstdichter
- Maurice Strong (1929), Canadees ondernemer en milieudiplomaat
- Rider Strong (1979), Amerikaans acteur
- Karel Stroo (1793-1873), Belgisch politicus en mecenas
- Paul Stroobant (1868-1936), Belgisch astronoom
- Jesse Stroobants (1980), Belgisch atleet
- Stijn Stroobants (1984), Belgisch atleet
- Tine van der Stroom-van Ewijk (1942), Nederlands burgemeester
- Jo Stroomberg (1919-1984), Nederlands zwemster
- Kevin Strootman (1990), Nederlands voetballer
- Lubomír Štrougal (1924-2023), Tsjecho-Slowaaks politicus
- Bjarne Stroustrup (1950), Deens informaticus
- Almon Strowger (1839-1902), Amerikaans uitvinder van de telefooncentrale
- Braun Strowman (1983), Amerikaans professioneel worstelaar en Sterkste Man-deelnemer (onder zijn echte naam Adam Scherr)
- Barbara Strozzi (1619-1677), Italiaans componiste
- Tito Vespasiano Strozzi (1424-1505), Italiaans dichter
- Caroline Strubbe (1965), Belgisch filmregisseuse en scenarioschrijfster
- Miquel Strubell i Trueta (1949-2022), Catalaans sociolinguïst en hoogleraar
- Aad Struijs (1946-2004), Nederlands journalist
- Albert Struik (1926-2006), Nederlands boekverzamelaar
- Anton Struik (1897-1945), Nederlands ingenieur
- Dirk Jan Struik (1894-2000), Nederlands-Amerikaans wiskundige en wetenschapshistoricus
- Evelyn Struik (1969), Nederlands televisiepresentatrice en fotomodel
- Jaantje Struik (1848-1908), Nederlandse oplichter
- Jan Bernard Struik (1950), Nederlands Nederlands predikant en schrijver
- Tjapko Struik (1986), Nederlands schaker en wiskundige
- Tjarda Struik (1986), Nederlandse gemeentelijke politicus
- Joe Strummer (1952-2002), Brits popmusicus
- Branko 'Strupar (1970), Kroatisch-Belgisch voetballer
- Sally Struthers (1948), Amerikaans actrice
- Martina Strutz (1981), Duits atlete
- Teun Struycken (1873-1923), Nederlands jurist
- Teun Struycken (1906-1977), Nederlands jurist en politicus
- Teun Struycken (1936), Nederlands jurist
- Teun Struycken (1969), Nederlands jurist
- Barbora Strýcová (1986), Tsjechisch tennisspeelster

## Stu
- Antoon Stuart (1956), Nederlands schaker
- Charlotte Stuart (1753-1789), Belgisch hertogin van Albany
- Christa Stuart (1986), Nederlands voetbalster
- Conny Stuart (1913-2010), Nederlands zangeres
- Elizabeth Stuart (1596-1662), Koningin-gemaal van Bohemen
- Gloria Stuart (1910-2010), Amerikaans actrice
- Hendrik Benedictus Stuart (1725-1807), Italiaans kardinaal-diaken en bisschop
- Hendrik Frederik Stuart (1594-1612), Prins van Wales
- Hugh M. Stuart (1917-2006), Amerikaans componist, muziekpedagoog en dirigent
- Jacobus Frans Eduard Stuart (1688-1766), Prins van Wales
- Jacobus Stuart, hertog van Cambridge (1663-1667), Engels ridder
- J.E.B. Stuart (1833-1864), Amerikaans generaal
- Jane Stuart (1508-1563), Schots lid van het Huis Stuart
- John Stuart (1713-1792), Schots graaf en Premier van het Verenigd Koninkrijk
- John McDouall Stuart (1815-1866), Schots ontdekkingsreiziger
- Karel Eduard Stuart (1720-1788), Brits troonpretendent
- Margaretha Stuart (1424-1444), Koningin van Frankrijk
- Maria Henriëtte Stuart (1631-1660), Engels Princess Royal en Prinses van Oranje-Nassau
- Martin Stuart-Fox (1939), Australisch schrijver
- Meg Stuart (1965), Amerikaans/Belgisch choreografe
- Ludwig Stubbendorf (1906-1941), Duits ruiter
- Kelly Stubbins (1984), Australisch zwemster
- Zac Stubblety-Cook (1999), Australisch zwemmer
- George Stubbs (1724-1806), Engels kunstschilder
- Levi Stubbs (1936-2008), Amerikaans zanger en acteur
- Una Stubbs (1937-2021), Brits actrice en danseres
- Franz von Stuck (1863-1928), Duits kunstenaar
- Christine Stückelberger Zwitsers amazone
- Jennifer Stuczynski (1982), Amerikaans atlete
- Kurt Student (1890-1978), Duits generaal
- Cheryl Studer (1955), Amerikaans sopraan
- Rutger Stuffken (1947-2023), Nederlands roeier
- Ilka Štuhec (1990), Sloveens alpineskiester
- Jerzy Stuhr (1947-2024), Pools acteur en regisseur
- Jan Stuifbergen (1929-2021), Nederlands burgemeester
- Jan van Stuijvenberg (1928), Nederlands politicus
- Pieter van Stuivenberg (1905-1985), Nederlands architect
- Jan Stuivinga (1881-1962), Nederlands architect
- Mike Stulce (1969), Amerikaans kogelstoter
- Annette Stulens (1958), Belgisch politica
- Marijke Stultiens-Thunnissen (1927), Nederlands textielkunstenares en schilderes
- Otto Stuppacher (1947-2001), Oostenrijks autocoureur
- Nicola Sturgeon (1970), Brits politica
- William Sturgeon (1783-1850), Engels natuurkundige en uitvinder van de elektromagneet
- Snorri Sturluson (1179-1241), IJslands skald, historicus, dichter en politicus
- Joel Sturm (2001), Duits autocoureur
- Daniel Sturridge (1989), Engels voetballer
- Chandra Sturrup (1971), Bahamaans atlete
- Vojtěch Štursa (1995), Tsjechisch schansspringer
- Addo Stuur (1953-2021) Nederlands programmeur en computerboekenschrijver
- Henk Stuurop (1894-1956), Nederlands pianist en zanger
- Sandy Stuvik (1995), Thais-Noors autocoureur
- Franska Stuy (1954), Nederlands journaliste en hoofdredacteur
- Raoul Stuyck (1945-2013), Belgisch ondernemer
- Jan Stuyt (1868-1934), Nederlands architect
- Peter Stuyvesant (1592-1672), gouverneur-generaal van Nieuw-Amsterdam

## Sty
- Zdzisław Styczeń (1894-1978), Pools voetballer
- Nadia Styger (1978), Zwitsers alpineskiester
- Shyla Stylez (1982-2017), Canadees pornoactrice